# Kogia
Kogia är ett släkte inom familjen kaskeloter (Physeteridae) som omfattar de två arterna pygmékaskelot (Kogia breviceps) och dvärgkaskelot (Kogia simus). Vissa taxonomiska auktoriteter behandlar taxonet som den egna familjen Kogiidae.
John Edward Gray noterade inte vad det vetenskapliga släktnamnet betyder. W. S. Macleay förmodade senare att ursprunget kan vara det engelska ordet codger (gnällig gammal gubbe).
Arterna är tydlig mindre än kaskeloten. De når en kroppslängd mellan 2,1 och 3,4 meter samt en vikt mellan 136 och 408 kilogram. individer av hankön är allmänt större ån honor. Huden har på ovansidan en mörkgrå färg och sidorna samt buken är ljusare grå till nästan vit. Liksom kaskeloten har de ett jämförelsevis stort huvud och ett organ med valrav (spermaceti). De har även bara tänder i underkäken och bara en näsborre på skallens vänstra sida. Antalet tänder på varje sida av underkäken är 8 till 11 för dvärgkaskelot samt 12 till 16 för pygmékaskelot. Ryggfenan liknar en skära. Den ligger hos pygmékaskelot på ryggens centrum och hos dvärgkaskelot längre bak.
Det är inte mycket känt om arternas levnadssätt. Informationer finns främst från strandade individer. Det antas att de simmar långsamt eller att de flyttar sig med havsströmmar. Födan utgörs främst av bläckfiskar, fiskar och kräftdjur. Antagligen används spermacetiorganet för någon slags ekolokalisering. När två individer observeras är det troligen en hona med sin kalv. Dessutom dokumenterades flockar med upp till 10 medlemmar. Dräktigheten antas vara i 11 månader för pygmékaskelot eller lite längre. Kalven är vid födelsen 100 respektive 120 cm lång.
Ibland jagas arterna av människor men inte i lika stor omfattning som kaskeloten. Arterna observeras sällsynt och är av Internationella naturvårdsunionen (IUCN) kategoriserade med kunskapsbrist (DD).